# 小山田経子
小山田 経子（おやまだ つねこ、1978年5月29日 - ）は、日本の政治活動家、行政書士、元タレント。
山口県熊毛郡平生町出身。2022年10月18日、立憲民主党は次期衆院選の石川県第2区で小山田の公認を内定したと発表。現在は石川県在住。

## 来歴
- 山口県立熊毛南高等学校卒業後、北海道札幌市でバスガイドとして乗務。
- 20歳の頃、父親を自死で亡くした。
- 2013年に宅地建物取引士試験、2014年には行政書士試験に合格。その後、資格取得支援予備校で非常勤講師を務める。
- 女性政治塾「パリテアカデミー」に参加。「チャレンジすることによって他の誰かの希望につなげていきたい」「私みたいな悲しい自死遺族を減らしたい」という思いから、政治家を志すようになった[2]。
- 2019年6月5日、旧国民民主党は小山田を第25回参議院議員通常選挙の参議院比例区候補にすることを発表[3][4]。投開票の結果、落選。
- 2021年10月31日投開票の第49回衆議院議員総選挙では立憲民主党比例四国ブロック単独8位で立候補[5]。投開票の結果、落選。
- 2022年3月26日、会見で同年4月24日に行われる参議院石川県選挙区補欠選挙に立憲民主党公認で立候補を表明[6]。投開票の結果、自由民主党公認候補の宮本周司に敗れ落選。
- 2022年5月1日、立憲民主党石川県連は、同年夏の第26回参議院議員通常選挙石川県選挙区に小山田を擁立することを決定した[7]。7月10日の投開票の結果、自由民主党公認候補の岡田直樹に敗れ落選。
- 2022年10月18日、立憲民主党は次期衆院選の石川2区で小山田の公認を内定したと発表した[8]。
- 2024年10月27日の第50回衆議院議員総選挙の結果、石川2区で自由民主党公認の佐々木紀に敗れ、重複立候補していた比例でも次々点で落選[9]。

## 政策・主張

### 選択的夫婦別姓
- 選択的夫婦別姓導入に「賛成」としている[10]。

### 北陸新幹線
- 延伸ルートは米原方面への再考を主張している。

## 人物
- 趣味は、人間観察・眼鏡収集・名所巡り。
- 特技はタッチの南ちゃんのものまね。

## 選挙歴
| 当落 | 選挙                     | 執行日         | 年齢 | 選挙区           | 政党       | 得票数     | 得票率 | 定数 | 得票順位 /候補者数 | 政党内比例順位 /政党当選者数 |
| ---- | ------------------------ | -------------- | ---- | ---------------- | ---------- | ---------- | ------ | ---- | ------------------ | ---------------------------- |
| 落   | 第25回参議院議員通常選挙 | 2019年07月21日 | 41   | 参議院比例区     | 国民民主党 | 8306票     | ーー   | 50   | /                  | 10/3                         |
| 落   | 第49回衆議院議員総選挙   | 2021年10月31日 | 43   | 比例四国ブロック | 立憲民主党 | ーー票     | ーー   | 6    | /                  | 4/1                          |
| 落   | 第25回参議院議員補欠選挙 | 2022年4月24日  | 43   | 石川県選挙区     | 立憲民主党 | 5万9906票  | 21.63% | 1    | 2/4                | /                            |
| 落   | 第26回参議院議員通常選挙 | 2022年07月10日 | 44   | 石川県選挙区     | 立憲民主党 | 27万4253票 | 19.71% | 1    | 2/6                | /                            |
| 落   | 第50回衆議院議員総選挙   | 2024年10月27日 | 46   | 石川県第2区      | 立憲民主党 | 6万2588票  | 35.95% | 1    | 2/3                | 5/3                          |